# العلاقات الفيتنامية المولدوفية
العلاقات الفيتنامية المولدوفية هي العلاقات الثنائية التي تجمع بين فيتنام ومولدوفا.

## مقارنة بين البلدين
هذه مقارنة عامة ومرجعية للدولتين:
| وجه المقارنة                                              | فيتنام           | مولدوفا                           |
| --------------------------------------------------------- | ---------------- | --------------------------------- |
| المساحة (كم2)                                             | 331.69 ألف       | 33.85 ألف                         |
| عدد السكان (نسمة)                                         | 94.66 مليون      | 2.55 مليون                        |
| الكثافة السكانية (ن./كم²)                                 | 285.39           | 75.33                             |
| العاصمة                                                   | هانوي            | كيشيناو                           |
| اللغة الرسمية                                             | اللغة الفيتنامية | اللغة المولدوفية، اللغة الرومانية |
| العملة                                                    | دونغ فيتنامي     | ليو مولدوفي                       |
| الناتج المحلي الإجمالي (بليون دولار)                      | 234.19 مليار     | 8.13 مليار                        |
| الناتج المحلي الإجمالي (تعادل القوة الشرائية) بليون دولار | 553.42 مليار     | 17.94 مليار                       |
| الناتج المحلي الإجمالي الاسمي للفرد دولار أمريكي          | 2.48 ألف         | 3.65 ألف                          |
| الناتج المحلي الإجمالي للفرد دولار أمريكي                 | 5.63 ألف         | 4.98 ألف                          |
| مؤشر التنمية البشرية                                      | 0.666            | 0.693                             |
| رمز المكالمات الدولي                                      | +84              | +373                              |
| رمز الإنترنت                                              | .vn              | .md                               |
| المنطقة الزمنية                                           | ت ع م+07:00      | ت ع م+02:00، ت ع م+03:00          |

## منظمات دولية مشتركة
يشترك البلدان في عضوية مجموعة من المنظمات الدولية، منها:
| علم المنظمة | اسم المنظمة                        | تاريخ انضمام فيتنام | تاريخ انضمام مولدوفا |
| ----------- | ---------------------------------- | ------------------- | -------------------- |
|             | مؤسسة التنمية الدولية              | 24 سبتمبر 1960      | 14 يونيو 1994        |
|             | يونسكو                             | 6 يوليو 1951        | 27 مايو 1992         |
|             | وكالة ضمان الاستثمار متعدد الأطراف | 5 أكتوبر 1994       | 9 يونيو 1993         |
|             | الأمم المتحدة                      | 20 سبتمبر 1977      | 2 مارس 1992          |
|             | الفريق المعني برصد الأرض           | ?                   | ?                    |
|             | الاتحاد البريدي العالمي            | ?                   | ?                    |
|             | البنك الدولي للإنشاء والتعمير      | 21 سبتمبر 1956      | 12 أغسطس 1992        |
|             | الاتحاد الدولي للاتصالات           | 24 سبتمبر 1951      | 20 أكتوبر 1992       |
|             | منظمة حظر الأسلحة الكيميائية       | ?                   | ?                    |
|             | مؤسسة التمويل الدولية              | 4 أغسطس 1967        | 10 مارس 1995         |
|             | منظمة التجارة العالمية             | 11 يناير 2007       | ?                    |
|             | منظمة الشرطة الجنائية الدولية      | ?                   | ?                    |

## وصلات خارجية
- موقع وزارة الخارجية الفيتنامية
- موقع وزارة الخارجية المولدوفية